# Valutaspekulation
Valutaspekulation är handel med valuta som syftar till att göra vinst på rörelser i valutakursen.
Valutaspekulation kan påverka priset på valutor. I samband med kursrörelser kan spekulation antingen förstärka eller motverka förloppet.

## Spekulation i att valutan ska stiga
Den enklaste typen av valutaspekulation är att anta att den skall stiga i värde gentemot en valuta man har. Om man har euro och tror att svenska kronor ska bli mer värda köper man svenska kronor för ens euro och säljer sedan de svenska kronorna efter ett tag, när de blivit mer värda. Ofta tar spekulanten lån i annan valuta (exempelvis euro) och växlar de lånade pengarna till den valuta som förväntas gå upp. När/om valutan gått upp växlar spekulanten tillbaka pengarna och betalar av lånet, och gör en vinst eftersom man nu får flera euro per 100 svenska kronor.

## Spekulation i att valutan ska falla
Metoden som används för att spekulera i att en valuta ska falla är att någon (vanligen en investeringsfond) använder en manöver som motsvarar blankning på aktiemarknaden: man lånar en stor mängd av den valuta man tror ska falla (exempelvis svenska kronor) och växlar dessa till en valuta man tror kommer att ligga fast (till exempel euro). När valutan man spekulerar i fallit, växlar man tillbaka och betalar av lånet. Eftersom valutan nu är billigare får man pengar kvar, vilket utgör spekulationsvinsten.

## Historisk påverkan på den svenska kronan
Den svenska valutan utsattes 1992 för spekulation om att den fasta växelkursen skulle överges och att kronans pris skulle falla. Detta skedde sedan när Riksbanken samma år införde flytande växelkurs. Flera av de fonder som spekulerade i den svenska kronan tillhörde Quantumgruppen under ledning av George Soros.